# Hennenbach (Fränkische Rezat)
Der Hennenbach ist ein etwa 5 km langer linker Zufluss der Fränkischen Rezat in der mittelfränkischen Regierungshauptstadt Ansbach.

## Geografie

### Naturräumliche Lage
Das Einzugsgebiet des Hennenbachs liegt, naturräumlich gesehen, überwiegend im Nördlichen Ansbacher Hügelland, einem Unterraum des Mittelfränkischen Beckens; mündungsnah trennt der Bach dann den Unterraum Ansbacher Talkessel zur Linken vom Unterraum Lehrberger Tallandschaft der Nördlichen Frankenhöhe zur Rechten.

### Verlauf
Der Hennenbach entsteht im Ansbacher Ortsteil Egloffswinden oberhalb von 444 m Meereshöhe aus dem Zusammenfluss mehrerer Bachläufe und Gräben wie dem Kesselgraben (Abfluss des Koderweihers) oder seinem längsten Oberlauf, dem Wasengraben. Dieser entsteht im Ortsteil Strüth und fließt etwa 2 km nach Osten nach Egloffswinden.
Der Bach verläuft in einem nach Südwesten orientierten Halbkreis. Zunächst fließt er innerhalb des Naturparks Frankenhöhe zwischen Wiesen und bewaldetem Hang nach Südosten bis zur Pferdekoppel eines Reiterhofs am nördlichen Ortsrand des Stadtteils Hennenbach. Er fließt östlich am alten Ortszentrum von Hennenbach mit Rathaus und Kindergarten Lummerland vorbei.
Anschließend durchfließt er in südwestlicher Richtung den Wiesengrund, unterquert die Brücke der Hennenbacher Straße, lässt den Aktienweiher links liegen, wird von Jüdtstraße und Rügländer Straße (St. 2255) überbrückt und erreicht das Krawattenviertel. Nachdem er die Würzburger Landstraße (B13) passiert hat, kommt er in den Bürgerpark. Hier überquert ihn die weite Brücke des Hohenzollernrings (St. 1066) über das Überschwemmungsgebiet. Er wendet sich in rechtem Winkel nach Südosten und mündet am Ende seines fünf Kilometer langen Laufs auf 401 m Höhe von links in die Fränkische Rezat.

### Zuflüsse und Seen
Hierarchische Liste der Zuflüsse und Seen, jeweils von der Quelle zur Mündung. Auswahl.
- Kesselgraben, linker Oberlauf aus dem Ostnordosten. Entspringt auf dem Gebiet der Gemeinde Weihenzell
  - Durchfließt den Koderweiher
  - (Zufluss am Rande des Waldes Ebene), von rechts und Norden im Koderweiher
- Wasenbach, rechter Oberlauf aus dem Westnordwesten
  - (Bach vom Stegweiher), von links und Nordnordwesten
    - (Bach aus dem Brandholz), rechter Oberlauf aus dem Westen
    - (Bach vom Nordostrand des Brandholzes), linker Oberlauf aus dem Nordwesten. Entspringt auf dem Gemeindegebiet von Markt Lehrberg
    - Durchfließt den Stegweiher
- (Bach aus dem Tiergartenfeld), von rechts und Westen am Ortsende von Egloffswinden
- (Bach aus der Buchklinge), von links und Nordosten
- Passiert kurz vor Hennenbach einige Fischteiche am linken Ufer
- Grundbach, von rechts und Westnordwesten in Hennenbach
- Passiert den Aktienweiher am linken Ufer in Ansbach
- Fischgraben, von rechts und Nordwesten in Ansbach am Hohenzollernring